# North Cyprus Airlines
North Cyprus Airlines (с англ. — «Авиалинии Северного Кипра», также тур. Kuzey Kibris Turk Hava Yollar) — авиакомпания, учреждённая в 2011 году для пассажирского авиасообщения c Турецкой Республикой Северного Кипра после того, как ранее обеспечивавшая это сообщение авиакомпания Cyprus Turkish Airlines обанкротилась годом ранее.
Соглашение об учреждении компании предусматривало, что 30 % её капитала будет принадлежать правительству Турецкой Республики Северного Кипра, 10 % — авиакомпании Turkish Airlines, остальные 60 % — частным инвесторам. Предполагалось, что для начала флот авиакомпании будет состоять из 3 воздушных судов, выполняющих рейсы по 11 направлениям, включая важный для экономики непризнанного государства рейс в лондонский аэропорт Станстед (с обязательной посадкой в Стамбуле). Общий капитал авиакомпании должен был составить 15 миллионов долларов США, крупнейшим из частных инвесторов стал Юнал Чагынер (1946—2023), заметный представитель туристического бизнеса Северного Кипра. «Впервые в истории нашей страны государство и бизнесмены объединились и создали партнёрство», — сказал газете Kıbrıs Gazetesi один из инвесторов. Возглавить авиакомпанию должен был Орхан Сиврикая, в дальнейшем вице-президент Turkish Airlines и заместитель председателя правления Uzbekistan Airways.
Авиакомпания так и не приступила к работе.